# Joaquín Palacios y Rodríguez
Joaquín Palacios y Rodríguez (1815-1887) fue un médico y catedrático español.

## Biografía
Nació el 11 de febrero de 1815 en Sevilla, hijo de Joaquín Palacios y María de la O. Rodríguez. Inició estudios de medicina en la Universidad de Sevilla, donde se licenció en 1833. En 1846 se licenció también en la facultad de letras y regente de primera clase de la misma. El título de doctor en su primera carrera lo obtuvo en 1840.
Desempeñó las cátedras de terapéutica, materia médica y medicina legal como sustituto, y la de anatomía general y descriptiva nombrado por la Universidad de Sevilla, la de anatomía y fisiología hasta que por el nuevo plan de estudios fueron suprimidas estas asignaturas: haciendo entonces oposición a una cátedra de geografía, que le fue concedida en propiedad, siendo por último encargado de la de historia universal y de la dirección del instituto agregado a la Universidad de Sevilla. Falleció en 1887.
Dirigió o escribió en diferentes publicaciones periódicas, algunas de medicina y otras de literatura, como Biblioteca Médica Sevillana, Revista Médica Sevillana, Revista Médica Andaluza (1840-1841) y Revista de Ciencias, Literatura y Artes. Fue autor de obras como Manual práctico para el estudio de sangradores (1846) y Tratado elemental de geografía astronómica, física y política antigua y moderna (1847).